# Gare de Sukaguchi
La gare de Sukaguchi (須ヶ口駅, Sukaguchi-eki) est une gare ferroviaire de la ville de Kiyosu, dans la préfecture d'Aichi au Japon. Elle est exploitée par la compagnie Meitetsu.

## Situation ferroviaire
Sukaguchi est située au point kilométrique (PK) 73,5 de la ligne principale Nagoya. Elle marque le début de la ligne Tsushima.

## Historique
La gare est inaugurée le 2 juin 1914.

## Service des voyageurs

### Accueil
La gare dispose d'un bâtiment voyageurs, avec guichets, ouvert tous les jours.

### Desserte
- Ligne Tsushima :
  - voie 1 : direction Tsushima et Yatomi
- Ligne principale Nagoya :
  - voie 2 : direction Ichinomiya et Gifu
  - voies 3 et 4 : direction Nagoya, Toyohashi, Nishio et Aéroport international du Chūbu